# 엑스페리먼트 (2001년 영화)
《엑스페리먼트》(독일어: Das Experiment)는 2001년 개봉된 독일의 영화이다.

## 줄거리
택시 운전사 타렉 파드는 신문 광고를 통해 가짜 감옥 상황을 설정한 사회 실험에 참가하면 4천 마르크를 받을 수 있다는 사실을 알게 된다. 그는 실험에 참여하기로 하고, 실험 진행 과정을 취재하기 위해 안경에 소형 카메라를 부착한 채 투입된다. 실험 직전 교통사고를 당한 타렉은 도라라는 여성을 만나 하룻밤을 보내고, 이후 실험 내내 그녀를 떠올린다. 20명의 지원자는 12명의 죄수와 8명의 교도관으로 나뉘어 실험에 참여하게 되며, 과학자 팀은 이들을 관찰한다.
실험에서 죄수들은 시민권을 박탈당하고 식사를 남김없이 먹어야 하는 등 자의적인 규칙을 따라야 한다. 교도관들은 곤봉을 지급받지만 폭력은 절대 금지된다. 각 죄수들은 이름 대신 번호로 불린다. 타렉(죄수 번호 77)은 교도관의 권위에 불복하며 동료 죄수의 우유를 마시거나 담요를 던지는 등 반항적인 모습을 보인다. 그는 동료 죄수 스테인호프, 슈테와 친해진다. 시간이 지나면서 심리적인 변화가 일어나고 상황은 악화된다. 며칠 지나지 않아 교도관들은 타렉을 납치해 옷을 벗기고 머리를 삭발한 뒤 소변을 보는 등 도를 넘는 행위를 저지른다.
교도관들은 자신들의 권력을 인지하고 죄수들의 두려움을 이용해 복종을 강요하기 시작한다. 양측 모두에서 한 명이 우두머리로 여겨지는데, 죄수 측에서는 타렉, 교도관 측에서는 "굴욕만이 문제를 해결하는 유일한 방법"이라고 믿는 사디스트 베루스가 그 역할을 한다. 교도관들은 점차 폭력 수위를 높여가고, 과학자들은 실험 중단 여부를 논의한다. 그림 박사는 상황의 심각성을 인지하고 실험을 중단해야 한다고 주장하지만, 톤 교수는 폭력이 극에 달할 때까지 실험을 계속해야 한다고 고집한다.
한편, 도라는 타렉의 아파트를 방문하여 그의 실험 참가 계약서를 발견한다. 그녀는 면회일에 실험 시설에 나타나 타렉을 놀라게 한다. 타렉은 자신의 옷으로 변기를 청소하는 벌을 받고 있었고, 그는 친절한 교도관 발터 보쉬에게 몰래 메시지를 전달해달라고 부탁한다. 그러나 베루스가 이를 가로채고 도라에게 모든 것이 괜찮다고 거짓말하며 타렉과의 만남을 막는다.
상황은 더욱 악화되고 폭력은 심해진다. 죄수들은 학대당하고 자존감은 바닥으로 떨어진다. 특히 타렉은 집중적인 폭력의 대상이 되고, 안전 상자와 유사한 "블랙 박스" 독방에 감금된다. 이에 항의하던 슈테는 심하게 구타당하고 입에 테이프가 붙여진 채 의자에 묶인다. 그는 코피가 말라붙으면서 질식사한다. 보쉬는 "배신"을 이유로 다른 교도관들에게 구타당하고 감금된다. 톤 교수의 팀원인 라스는 이 상황을 인지하고 컨퍼런스 중인 톤 교수에게 연락하려 하지만, 교도관들은 톤 교수가 연락받을 수 없다는 사실을 알고 모든 상황이 톤 교수의 테스트라고 믿고 시설을 장악한다. 그들은 라스, 그림 박사, 다른 과학자들을 감금하고, 점점 더 잔인하고 가학적인 게임을 즐기는 자신들만의 감옥을 만들어간다.
도라는 다시 한번 타렉을 만나기 위해 시설을 방문했다가 베루스에게 속아 방에 갇힌다. 그림 박사는 수갑이 채워지고 입에 테이프가 붙은 채로 교도관 에케르트에게 성폭행 당할 뻔하지만, 블랙박스 안에서 드라이버를 찾아 탈출한 타렉이 에케르트를 제압하고 다른 죄수들과 그림 박사 등을 풀어준다. 이들은 드라이버로 벽 패널을 뜯어내 탈출에 성공한다. 한편, 톤 교수는 라스의 다급한 메시지를 듣고 시설로 향한다.
스테인호프와 타렉은 베루스가 그들을 쫓아오지 못하게 막기 위해 시설에 남는다. 시설에 도착한 톤 교수는 에케르트에게 해명을 요구하지만 에케르트는 실수로 총을 쏴 톤 교수에게 부상을 입힌다. 도망치던 죄수들은 교도관들에게 포위된다. 다른 사람들과 보조를 맞추지 못했던 보쉬는 정신을 잃고 소화기로 에케르트를 살해한다. 도라는 자신이 갇혀있던 방에서 탈출해 에케르트의 총을 빼앗는다. 그녀는 타렉과 스테인호프와 싸우던 교도관 중 한 명을 부상시키고, 마지막으로 남은 베루스와 싸운다. 타렉은 베루스를 제압하고, 스테인호프는 거의 죽기 직전까지 베루스의 목을 조르지만, 타렉이 그를 설득하여 베루스를 살려준다.
영화는 2명의 사망자(슈테와 에케르트), 3명의 중상자(톤, 베루스, 보쉬)를 확인하는 뉴스 보도로 끝을 맺는다. 베루스는 다수의 살인 및 강간과 관련된 고문죄로, 톤 교수는 불법적이고 비윤리적인 실험을 허용한 죄로 재판에 넘겨질 예정이다. 마지막 장면에서 도라와 타렉은 해변에 앉아 행복한 시간을 보낸다.

## 출연

### 주연
- 모리츠 블라이브트로이 - 타렉
- 마렌 에거트 - 도라
- 크리스찬 버켈 - 슈테인호프
- 유스투스 폰 도나니 - 베루스
- 올리버 스토코브스키 - 슈테

### 조연
- 티모 디에키스 - 애커트
- 니키 본 템펠호프 - 캄스
- 안톤 모놋 주니어 - 보시
- 보탄 빌케 모링 - 조
- 안드레아 사와츠키 - 그림 박사
- 에드가 셀지 - 톤 박사

## 기타
- 원작자: 마리오 지오다노
- 공동제작: 벤자민 허만
- 미술: 앤드리아 케슬러
- 의상: 클라우디아 봅신
- 배역: 안 도르테 브라커

## 한국판 성우진(KBS) (2003년 9월 27일)
- 구자형 - 타렉(모리츠 블라이브트로이)
- 이완호 - 베루스(유스투스 폰 도나니)
- 김정호 - 슈테인호프(크리스찬 버켈)
- 남궁윤 - 톤 박사(에드가 셀지)
- 손정아 - 그림 박사(안드레아 사와츠키)
- 함수정 - 도라(마렌 에거트)
- 김익태 - 슈테(올리버 스토코브스키)
- 서문석 - 애커트(티모 디어케스)
- 홍승섭 - 캄스(니키 폰 템펠호프)
- 김승태 - 기술자(앙드레 정)
- 이규석 - 라스(필립 호크메어) / 렌젤(라르스 가트너)
- 고재균 - 보시(안톤 모놋 주니어) / 편집장(우베 로데)
- 임채헌 - 조(보탄 빌케 뫼링) / 간수(마커스 클라욱)